# Kai-Markus Müller
Kai-Markus Müller (* 25. September 1976 in Stuttgart-Bad Cannstatt) ist ein deutscher Neurowissenschaftler. Seit 2017 ist er Professor für Consumer Behavior der Fakultät Wirtschaft an der Hochschule Furtwangen.

## Leben
Akademischer Werdegang
Müller wuchs in Aspach auf, studierte Psychologie an der Universität Tübingen sowie Neural & Behavioral Sciences an der International Max Planck Research School. Nach Abschluss seiner Studien als M.Sc. (2004) und Diplom-Psychologe (2005) wurde er an der International Max Planck Research School zum Thema visuelle Adaptation und figurale Nachwirkungen promoviert. Seine Dissertationsforschung absolvierte er von 2005 bis 2009 am National Institute of Mental Health in Bethesda (Maryland). Müller ist Alumnus des Marine Biological Laboratory. 2017 wurde er auf die Professur an der Hochschule Furtwangen berufen.
Wirtschaftliche Tätigkeit
Von 2009 bis 2011 war er bei Simon, Kucher & Partners beschäftigt, wo er an internationalen Pricing-Projekten für führende Unternehmen arbeitete. 2011 gründete er ein Marketing-Technologie-Start-up-Unternehmen, das sich auf die Entwicklung neurowissenschaftlich fundierter Methoden zur Preisoptimierung spezialisierte. Das Unternehmen arbeitete mit internationalen Marken und Forschungseinrichtungen zusammen, um innovative Ansätze zur Messung der Zahlungsbereitschaft zu entwickeln. 2020 wurden zentrale Algorithmen und Technologien aus dem Unternehmen an Neurensics, ein führendes Unternehmen im Bereich der angewandten Neuroökonomie, veräußert. Seitdem ist Müller dort als Director of Pricing Research tätig und treibt die Weiterentwicklung des NeuroPricing-Ansatzes maßgeblich voran. Seit 2024 ist Müller zudem Chief of Behavioral Strategy bei RateBoard, einem Anbieter für Dynamic-Pricing-Software in der Hotellerie. Er integriert neurowissenschaftliche Erkenntnisse in die Preisgestaltung und entwickelt KI-gestützte, verhaltenswissenschaftlich fundierte Pricing-Strategien. Die Verbindung von Neurowissenschaften und Revenue-Management-Software stellt ein Novum in der Branche dar.

## Forschung
Zu den Forschungsschwerpunkten von Kai-Markus Müller gehören die Themen Consumer Neuroscience, Kaufverhalten, Sensorisches Marketing und Verhaltensökonomik.  Müller gilt als Wegbereiter des „NeuroPricing“, einer Forschungsrichtung, bei welcher der wahrgenommene Wert eines Produktes oder einer Dienstleistung mit Hilfe neurowissenschaftlicher Methoden untersucht wird. Auf Basis des NeuroPricing entwickelte er unter anderem die These, dass der Ursprung von Preisschwellen oft nicht im Gehirn des Käufers, sondern im Gehirn des Verkäufers zu finden sind. Mit Dynamic Nulling entwickelte Müller während seiner Dissertation einen neuartigen Ansatz in der Psychophysik der visuellen Adaptation.

## Auszeichnungen
- Winner, Goody Business Book Awards, Category Marketing – Sales, for The Invisible Game: The Secrets and the Science of Winning Minds and Winning Deals, 2023
- Finalist, Goody Business Book Awards, Category Self-Help – Success, for The Invisible Game: The Secrets and the Science of Winning Minds and Winning Deals, 2023
- Finalist, The Business Book Awards London, for The Invisible Game: The Secrets and the Science of Winning Minds and Winning Deals, 2023
- Bronze Medal, Category Sales, Axiom Business Book Awards, for The Invisible Game: The Secrets and the Science of Winning Minds and Winning Deals, 2023
- National Institute of Health Visiting Fellowship Award Traineeship with NIMH, 2005–2009

## Auswahl relevanter Veröffentlichungen
- Müller KM, Rehbock G (2023) The Invisible Game – The Secrets and the Science of Winning Minds and Winning Deals, New York – London – Sydney – Toronto: John Wiley & Sons Inc ISBN 978-1-394-15298-8
- Rehbock G, Müller KM (2023) Das unsichtbare Spiel – Die verborgene Psychologie von Verhandlungen und Kaufentscheidungen, Munich: Redline. ISBN 978-3-86881-932-8
- Müller, KM (2012). NeuroPricing - wie Kunden über Preise denken. Haufe Lexware. ISBN 978-3648030257.
- Müller KM, Binckebank L, Faulhaber V, Scheibel M (2022) Implizite Preismessungen – Verbessertes Forecasting im Controlling. Marketing Review St. Gallen. 1(2022): 888–894.
- Hoefer, D; Handel, M; Müller, KM; Hammer, T (2016). Electroencephalographic study showing that tactile stimulation by fabrics of different qualities elicit graded event-related potentials. Skin Research Technology. 22 (4): 1–9. doi:10.1111/srt.12288. PMID 26991667
- Herbes, C; Friege, C; Baldo, D; Müller, KM (2015). Willingness to pay lip service? Applying a neuroscience-based method to WTP for green electricity. Energy Policy. 87: 562–572. doi:10.1016/j.enpol.2015.10.001.
- Baldo, D; Parikh, H; Piu, Y; Müller, KM (2015). Brain waves predict success of new fashion products: A practical application for the footwear retailing industry. Journal of Creating Value. 1 (1): 61–71. doi:10.1111/srt.12288. PMID 26991667
- Müller, KM; Do, DH; Schillinger, F; Leopold, DA (2009). Dissociable perceptual effects of visual adaptation. PLoS ONE. 4 (7): e6183. doi:10.1371/journal.pone.0006183. PMC 2703777 (freier Volltext). PMID 19593384.
- Müller, KM; Wilke, M; Leopold, DA (2009). Visual adaptation to convexity in macaque area V4. Neuroscience. 161 (2): 655–662. doi:10.1016/j.neuroscience.2009.03.070. PMC 2724890 (freier Volltext). PMID 19345725.
- Wilke, M; Müller, KM; Leopold, DA (2009). Neural activity in the visual thalamus reflects perceptual suppression. Proceedings of the National Academy of Sciences. 106 (23): 9465–9470. doi:10.1073/pnas.0900714106. PMC 2684842 (freier Volltext). PMID 19458249
- Osman, A; Müller, KM; Syre, P; Russ, B (2005). Paradoxical lateralization of brain potentials during imagined foot movements. Cognitive Brain Research. 24 (3): 727–731. doi:10.1016/j.cogbrainres.2005.04.004. PMID 15894471